# Тхомманон
Тхомманон (кхмер. ប្រាសាទធម្មនន្ទ) — один из двух индуистских храмов, построенных в правление Сурьявармана II (1113—1150) в Ангкоре, Камбодже. Этот небольшой изящный храм в честь Шивы и Вишну находится к востоку от Ворот Победы, ведущих в Ангкор-Тхом, и к северу от храма Чау Сай Тевода. Тхомманон входит в число памятников Всемирного наследия ЮНЕСКО с 1992 года.

## Название
Название Тхомманон появилось позже храма. Составлено из слов языка пали: dhamma (закон, учение) и anantapannya, сокращённо nanda (вечная истина).

## История

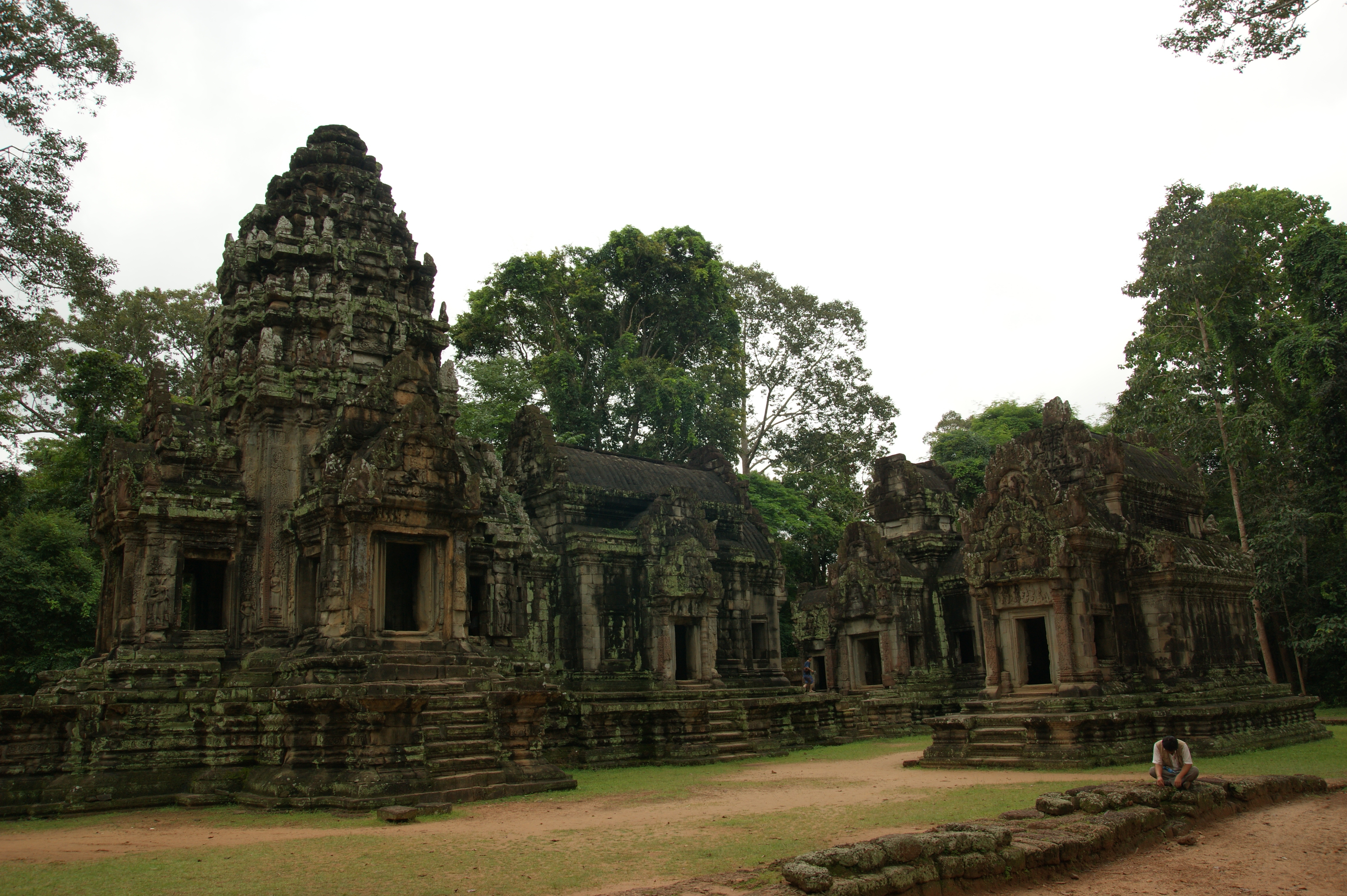
Постройки храма Тхомманон в 2009 году

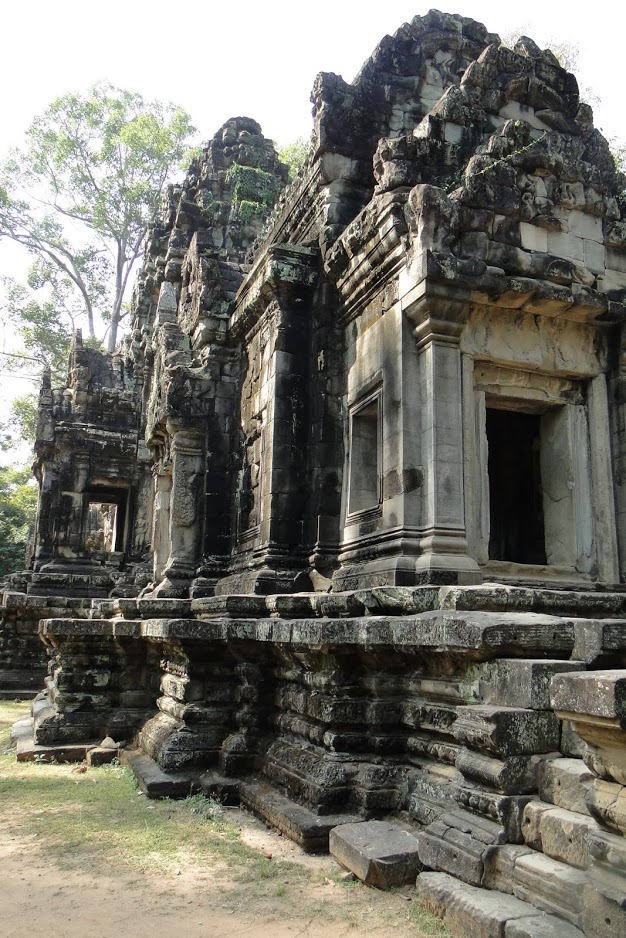
Тхоманнон, современный вид

По деталям храма исследователи установили время строительства — когда начались работы над храмом Ангкор-Ват. Другие считают женские фигуры, называемые деватами, в храме высекались в правление Джаявармана VI (1080—1113). Большинство исследователей сходятся во мнении, что Тхомманон выстроен при Сурьявармане II приблизительно в годы возведения Агкор-Вата и Бэнгмеалеа.
Вайшнавизм в Камбодже распространился при Джаявармане II и его сыне Джаявармане III. При них шиваизм и вайшнавизм соединились в храмах Тхомманон, Бэнгмеалеа, Чау Сай Тевода, Бантей Самре и Ангкор-Ват.
Тхомманон стоит напротив возведённого позднее Чау Сай Тевода. Тхомманон и Чау Сай Тевода стоят слева и справа от ведущей к Та-Кео «аллее победы», выложенной в 1200 году в период строительства Ангкор-Вата.
В 1960-е годы Французский институт Дальнего Востока профинансировал реконструкцию храма Тхомманон. Работами руководил Бернар-Филипп Гролье, прибегнув к методу анастилоза. Чау Сай Тевода находится в плачевном состоянии.

## Архитектура
Справа: Резьба над главным входом
Храм был оставлен жителями неоконченным. Храм Тхомманон сегодня состоит из четырёх зданий из песчаника 70 метров в длину, ориентированные восток-запад: восточная гопурам (надвратная башня), мандапа (колонная галерея), прасат (храмовая башня) и западная гопурам. Мандапа и прасат соединены коротким коридором антарала. Восточная гопурам имеет три входа и два боковых помещения, через проход мандапа ведёт к центральному святилищу. Восточная гопурам сохранила мифологические изображения богов, образ медитирующего среди лотосов Будды.
Украшения и резьба стен прекрасно сохранились и создают яркий контраст на фоне диких джунглей. Архитектурный стиль башни близок к Ангкор-Ват и в целом схож с храмом Чау Сай Тевода, сохранившемся несколько хуже. Причиной лучшей сохранности Тхомманона считается отсутствие в основе дерева, но применение песчаника, как основы для покрытия храма. Все двери имеют фронтоны.

Стены вокруг храма из латерита со временем разрушились, сохранились лишь дверные проёмы на востоке и западе. Центральная башня-это всё, что осталось от главного храма. Предположительно Тхомманон и Чау Сай Тевода могли соединяться центральной башней с большими вратами. Отдельно стоящим зданием была библиотека.

### Девата
Изображения женских фигур божественных девата здесь столь же обильны, как и в остальных кхмерских храмах. Деваты носят цветочные короны, сампот (камбоджийские юбки), ожерелья, пояса, браслеты на руках и лодыжках. Примечательно их сложное положение рук (мудра): цветок держат средним и безымянным пальцами, оттопырив указательный и мизинец. Такое положение называется «девата мудра» и также распространено в украшении Ангкор-Вата.
Юбки различны: древняя плиссированная юбка периода Бакхенг (примеры также имеются в Лолей и Пхном Бок 900 года) и узорчатая со складками и фалдами (как в Ангкор-Ват).